# Jacinto Canek

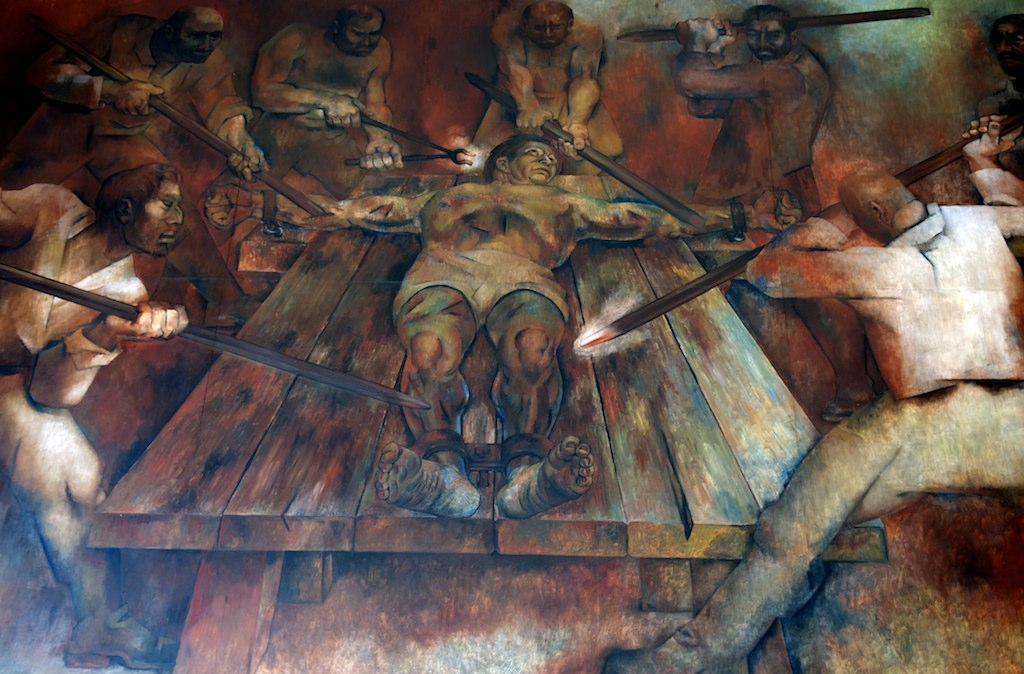
Jacinto Canek

Jacinto Canek of Can Ek II, geboren Jacinto Uc de los Santos (1730-1761) was een Mexicaanse indiaan die een opstand leidde tegen het Spaanse gezag.
Hij had gestudeerd in Latijn en geschiedenis aan een convent in Mérida. Naar eigen zeggen kreeg hij een bericht van hogerhand waarin hem werd opgedragen de Maya's van het Spaanse juk te bevrijden. Hij liet zichzelf kronen tot Canek II en beschouwde zichzelf als opvolger van een eerdere vorst Canek. De Spaanse regering in Yucatán werd hierdoor gealarmeerd, en sloeg Caneks opstand uiteen. Er volgde een bloedbad. 500 mensen verloren het leven maar Canek wist te vluchten. Canek werd later gevangengenomen en gemarteld tot de dood erop volgde.